# 층운

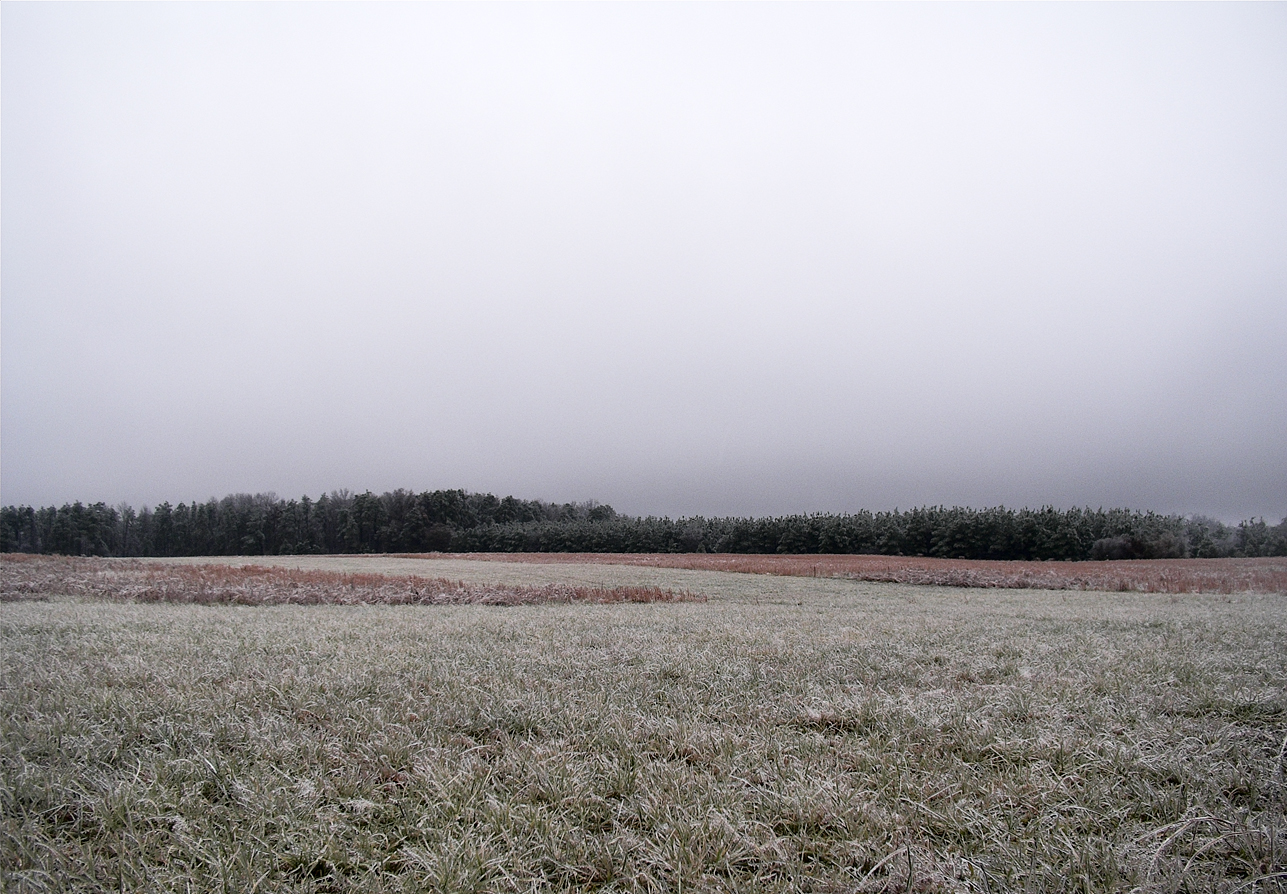
층운

층운(層雲)은 하층운으로, 층구름 또는 안개와 비슷하여 안개구름이라고도 한다.
층운은 보통 지표면에서 0 ~ 2km 정도의 고도에 나타나는 작은 물방울의 집합체이다. 안개가 공중으로 떠오른 것 같은 낮은 구름으로 여러 조각으로 나뉜 구름 조각이 되는 수도 있어, 구름 사이로 푸른 하늘이 보일 때도 있다. 구름이 아주 엷은 때는 해무리나 달무리가 나타나기도 하며, 강수가 있을 때에는 이슬비가 되어 내리는 것이 보통이다. 지형의 영향으로 발생하므로 국지적으로 나타나며, 오랫동안 남아 있는 경우는 드물고 조각조각 흩어져 사라지며, 맑은 날씨를 이룰 때가 많다.

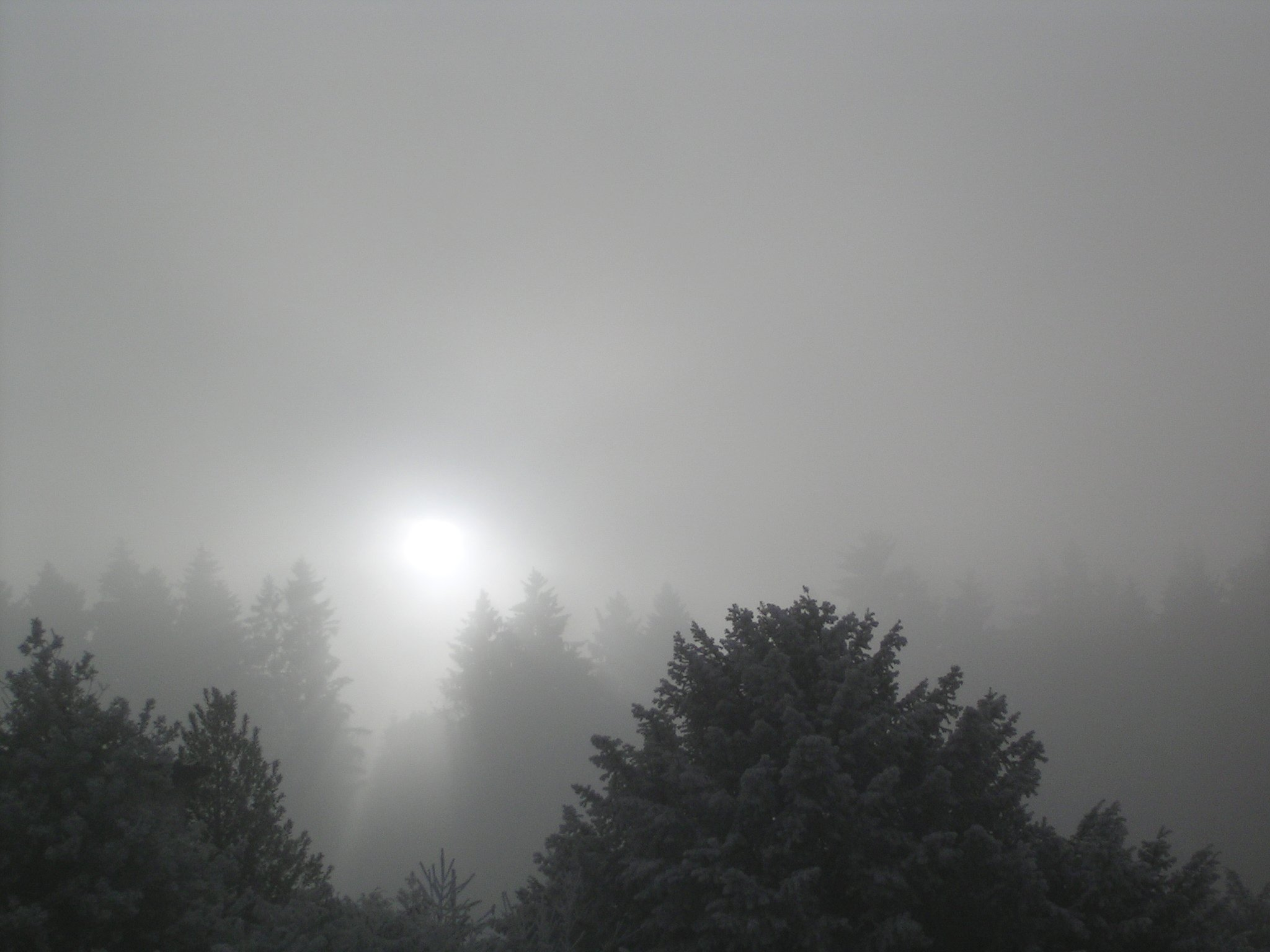
아래에서 본 층운
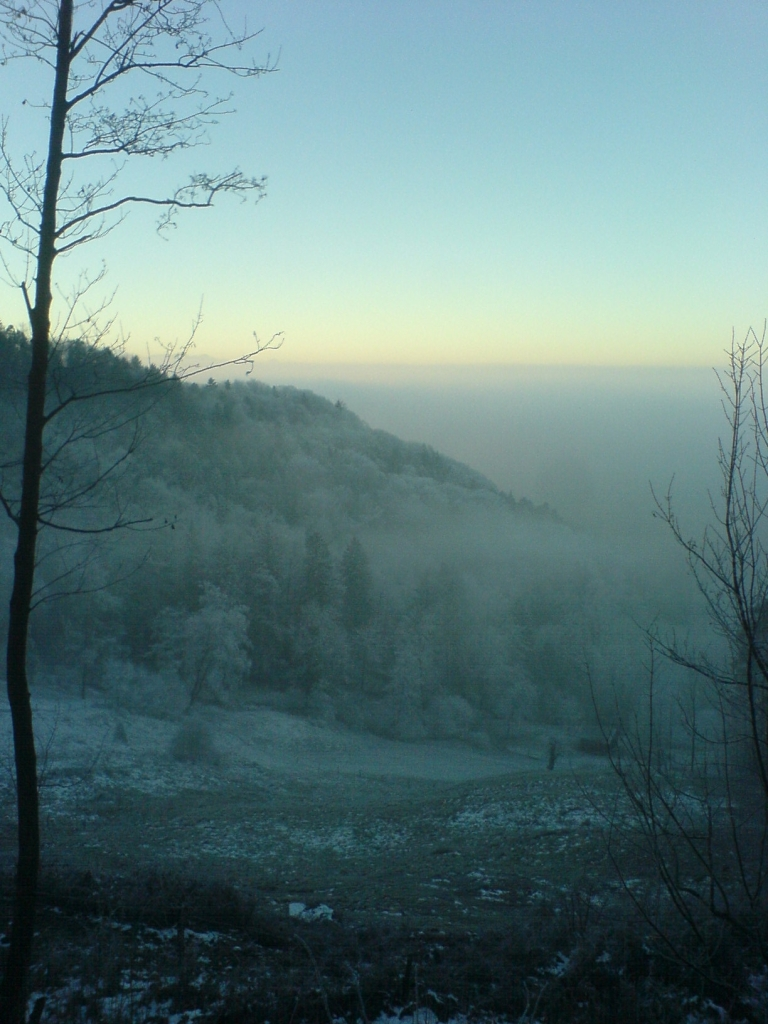
같은 높이에서 본 층운
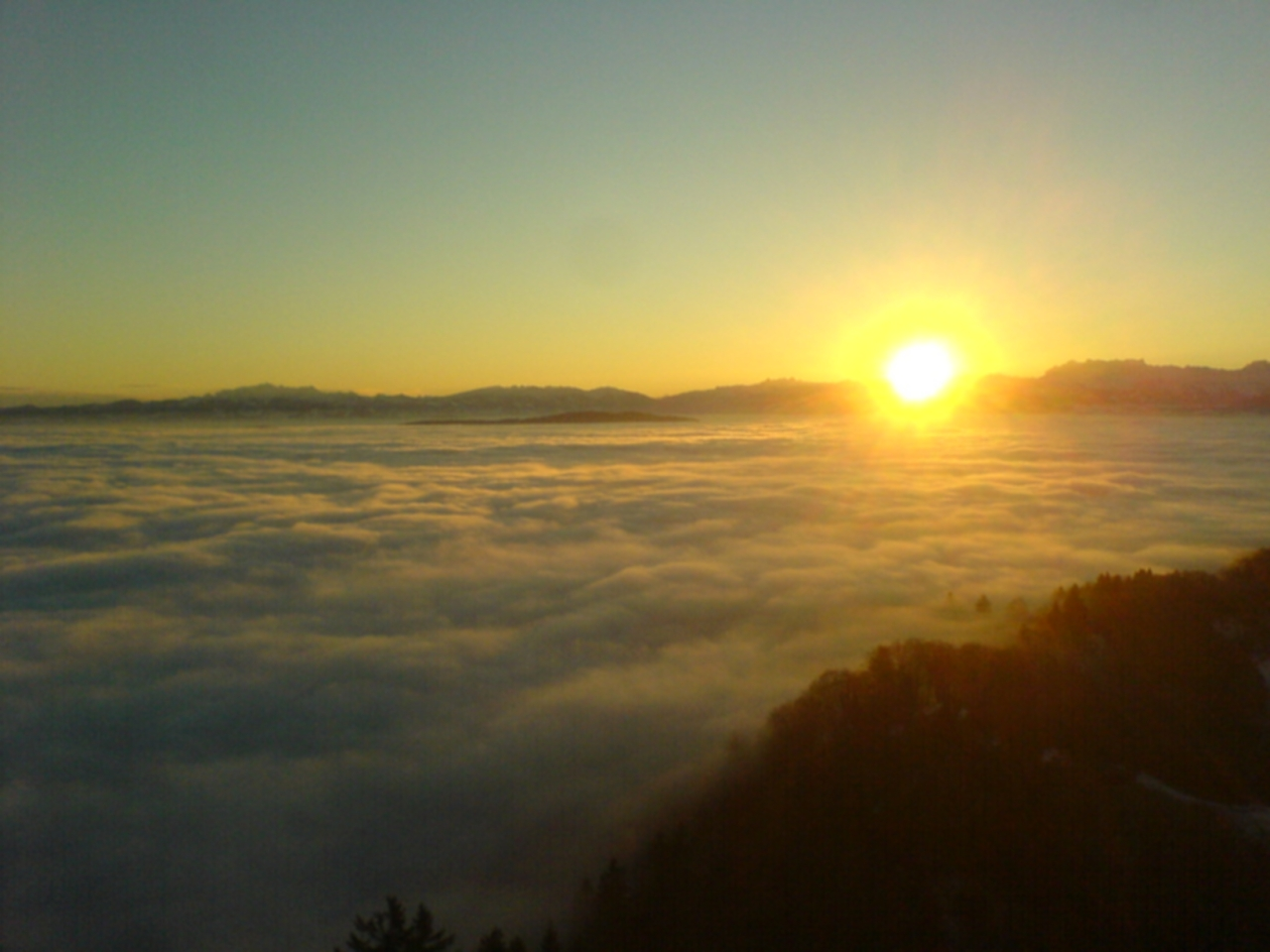
위에서 본 층운